# Leonardo Paterna Baldizzi

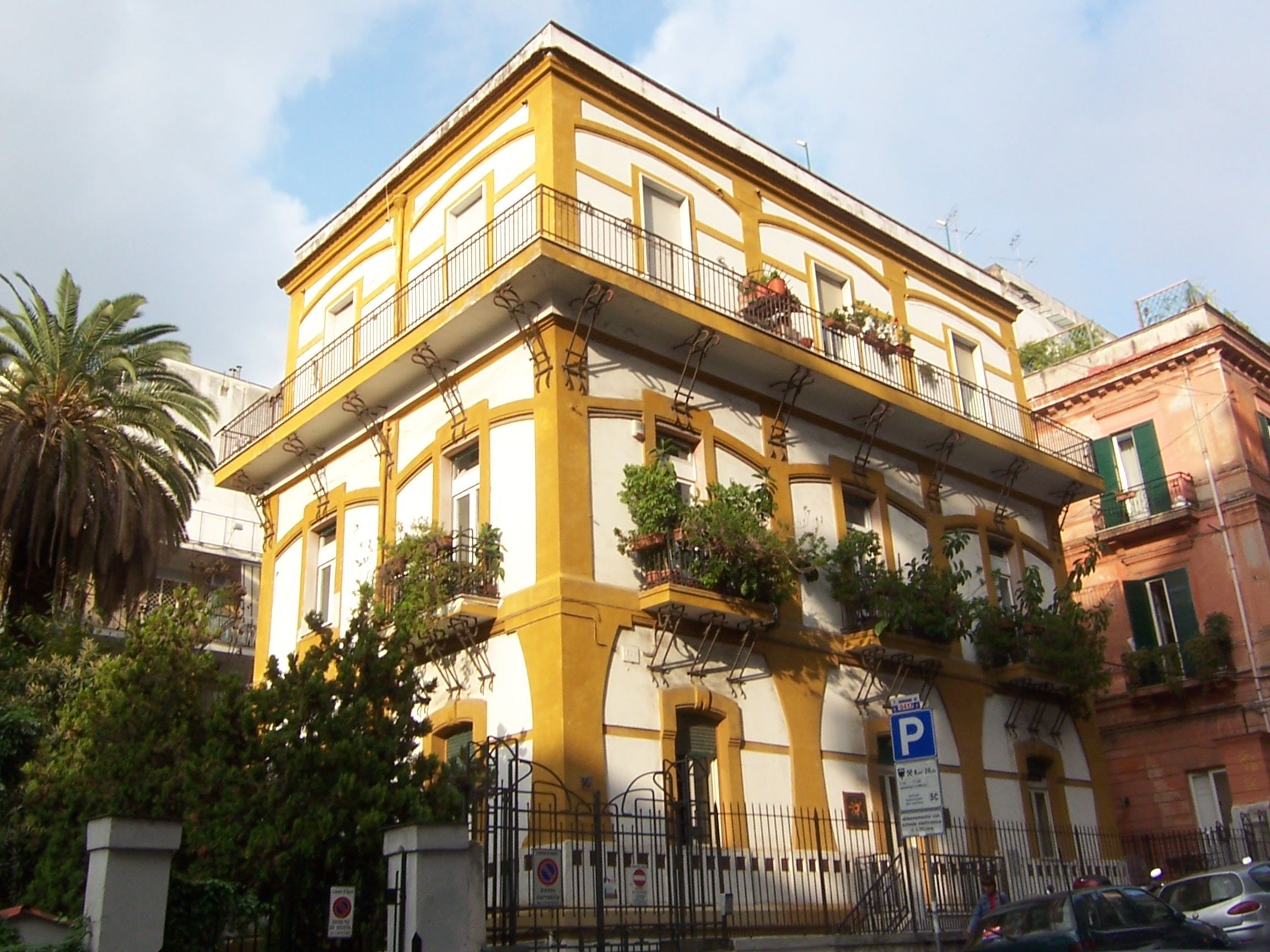
Casa Marotta

Leonardo Paterna Baldizzi (Palermo, 23 febbraio 1868 – Roma, 18 maggio 1942) è stato un architetto italiano.

## Biografia
Leonardo Paterna Baldizzi, architetto e docente universitario, si formò inizialmente a Palermo contemporaneamente presso le facoltà di matematica e di ingegneria, l'Istituto di Belle Arti, e presso gli studi dei noti architetti Giuseppe Damiani Almeyda ed Ernesto Basile (1888-1895).
Partecipò ai primi concorsi per il Pensionato artistico nazionale, nelle prime tre edizioni (1890, 1894 e 1896). La vincita di quest'ultima gli permise di trasferirsi a Roma dove, aveva già soggiornato nel corso del servizio militare (febbraio 1895), periodo in cui aveva iniziato a tenere degli speciali "diari", a lui particolarmente cari, che lo accompagnarono per tutta la vita. A Roma conobbe e sposò Enrica Giovagnoli (maggio 1901) figlia del politico e scrittore Raffaello. Nel 1900 il Ministero della Pubblica Istruzione lo collocava negli Uffici regionali per la conservazione dei Monumenti.
Nel 1902 gli fu conferita la laurea ad honorem in Architettura civile, e negli anni successivi vinse diversi concorsi: per le cattedre di disegno nei RR istituti tecnici (1902); per il posto di ingegnere per gli Uffici regionali (1903) che lo portò a lavorare a Torino presso l'Ufficio regionale per la conservazione dei Monumenti del Piemonte e della Liguria; per la cattedra di disegno architettonico all'università di Napoli (1905).
Divenuto titolare della cattedra dell'università napoletana ottenne anche il trasferimento all'Ufficio regionale per la conservazione dei Monumenti di Napoli (1906); ma, una volta divenuto professore ordinario, dovette limitarsi al solo insegnamento universitario (1909). Nei decenni successivi fu spesso incaricato di effettuare ispezioni ministeriali presso scuole normali e tecniche e fece parte delle commissioni giudicatrici di importanti concorsi universitari, avendo così occasione di viaggiare per l'Italia, descrivendo nei suoi "diari", monumenti e paesaggi dei luoghi visitati, consuetudine che manterrà anche nel corso dei suoi numerosi viaggi all'estero. Nel 1914 fu tra i fondatori dell'Università Popolare di Napoli. Scoppiata la guerra partì per il fronte, nella zona del Cadore (1915), ma fu presto richiamato dal Ministero affinché riprendesse il suo insegnamento universitario.
Convinto militarista, prese parte alla Marcia su Roma (1922); trascorse i successivi due decenni quasi tutti a Napoli, dedicandosi prevalentemente alla docenza universitaria, alla scrittura e alla progettazione edile, ma una volta collocato in pensione (1938) si trasferì a Roma dove concluse la sua esistenza.
Nel corso della sua lunga carriera di architetto-ingegnere, Paterna Baldizzi è stato autore di studi e ricerche nell'ambito della storia dell'arte, dell'architettura e del restauro dei monumenti. Tra le sue opere: il rilievo e il progetto per il restauro della chiesa di S. Maria Egiziaca a Roma e quello per il rilievo e consolidamento della Rocca Janula presso Cassino. Ha realizzato diverse opere fra le quali si ricordano: villette e case di privati, le più note quelle edificate nella zona del Vomero a Napoli, un grande pastificio a Castellammare di Stabia (1912-1923), diverse edicole funebri (1913-1940), arredi e decorazioni d'interni; progettò e ristrutturò in stile liberty e tardo-liberty negozi, l'albergo e il teatro di Campobasso, nonché sale delle biblioteche universitarie di Napoli (1906-1923).